# Parma Ladies Open 2022
Parma Ladies Open 2022 byl ženský tenisový turnaj na okruhu WTA Tour hraný v Tennis Clubu Parma na antukových dvorcích. Druhý ročník Parma Ladies Open probíhal mezi 26. zářím až 2. říjnem 2022 v italské Parmě.
Turnaj dotovaný 251 750 eury patřil do kategorie WTA 250. Nejvýše nasazenou hráčkou ve dvouhře se stala světová sedmička Maria Sakkariová z Řecka. Jako poslední přímá účastnice do singlu nastoupila 74. hráčka žebříčku, Bulharka Viktorija Tomovová.
V důsledku invaze Ruska na Ukrajinu na konci února 2022 řídící organizace tenisu ATP, WTA a ITF s grandslamy rozhodly, že ruští a běloruští tenisté mohli dále na okruzích startovat, ale do odvolání nikoli pod vlajkami Ruska a Běloruska.
Premiérový titul na okruhu WTA Tour ve dvouhře vybojovala 26letá Majar Šarífová. Stala se tak historicky první Egypťankou s trofejí v této úrovni tenisu. Čtyřhru ovládly Češky Anastasia Dețiuc s Miriam Kolodziejovou, které získaly první kariérní tituly na túře WTA.

## Rozdělení bodů a finančních odměn

### Rozdělení bodů
| Soutěž      | Soutěž       | vítězové | finalisté | semifinalisté | čtvrtfinalisté | 16 v kole | 32 v kole | Q  | Q2 | Q1 |
| ----------- | ------------ | -------- | --------- | ------------- | -------------- | --------- | --------- | -- | -- | -- |
| dvouhra žen | [ 2 ] [ 10 ] | 280      | 180       | 110           | 60             | 30        | 1         | 18 | 12 | 1  |
| čtyřhra žen | [ 11 ]       | 280      | 180       | 110           | 60             | 1         | —         | —  | —  | —  |

### Finanční odměny
| Soutěž                                | Soutěž       | vítězové | finalisté | semifinalisté | čtvrtfinalisté | 16 v kole | 32 v kole | Q2      | Q1      |
| ------------------------------------- | ------------ | -------- | --------- | ------------- | -------------- | --------- | --------- | ------- | ------- |
| dvouhra žen                           | [ 2 ] [ 10 ] | 26 770 € | 15 922 €  | 8 870 €       | 5 000 €        | 3 065 €   | 2 200 €   | 1 613 € | 1 047 € |
| čtyřhra žen                           | [ 11 ]       | 9 680 €  | 5 400 €   | 3 185 €       | 1 895 €        | 1 450 €   | —         | —       | —       |
| částka ve čtyřhrách je uvedena na pár |              |          |           |               |                |           |           |         |         |

## Ženská dvouhra

### Nasazení
| Stát                         | Hráčka                    | WTA | Nasazení |
| ---------------------------- | ------------------------- | --- | -------- |
| Řecko                        | Maria Sakkariová          | 6.  | 1.       |
| Itálie                       | Martina Trevisanová       | 27. | 2.       |
| Rumunsko                     | Irina-Camelia Beguová     | 33. | 3.       |
| USA                          | Sloane Stephensová        | 50. | 4.       |
| Maďarsko                     | Anna Bondárová            | 52. | 5.       |
| Rumunsko                     | Ana Bogdanová             | 54. | 6.       |
| Španělsko                    | Nuria Párrizasová Díazová | 61. | 7.       |
| Itálie                       | Lucia Bronzettiová        | 63. | 8.       |
| Žebříček WTA k 19. září 2022 |                           |     |          |

### Jiné formy účasti
Následující hráčky obdržely divokou kartu do hlavní soutěže:
- Sara Erraniová
- Matilde Paolettiová
- Maria Sakkariová

Následující hráčky postoupily z kvalifikace:
- Erika Andrejevová
- Kateryna Baindlová
- Réka Luca Janiová
- Jule Niemeierová
- Anna Karolína Schmiedlová
- Simona Waltertová

Následující hráčka postoupila z kvalifikace jako šťastná poražená:
- Gabriela Leeová

### Odhlášení
před zahájením turnaje
- Alizé Cornetová → nahradila ji  Elisabetta Cocciarettová
- Varvara Gračovová → nahradila ji  Gabriela Leeová
- Kaja Juvanová → nahradila ji  Arantxa Rusová
- Anna Kalinská → nahradila ji  Maryna Zanevská
- Tatjana Mariová → nahradila ji  Laura Pigossiová
- Julia Putincevová → nahradila ji  Océane Dodinová
- Ljudmila Samsonovová → nahradila ji  Viktorija Tomovová

## Ženská čtyřhra

### Nasazení
| Stát                                                                     | Hráčka               | Stát   | Hráčka                  | WTA  | Nasazení |
| ------------------------------------------------------------------------ | -------------------- | ------ | ----------------------- | ---- | -------- |
| Maďarsko                                                                 | Anna Bondárová       | Belgie | Kimberley Zimmermannová | 106. | 1.       |
| USA                                                                      | Kaitlyn Christianová | Čína   | Chan Sin-jün            | 133. | 2.       |
| Kazachstán                                                               | Anna Danilinová      | Česko  | Jesika Malečková        | 173. | 3.       |
| Maďarsko                                                                 | Tímea Babosová       | USA    | Angela Kulikovová       | 188. | 4.       |
| Žebříček WTA k 19. září 2022; číslo je součtem umístění obou členek páru |                      |        |                         |      |          |

### Jiné formy účasti
Následující páry obdržely divokou kartu do hlavní soutěže:
- Elisabetta Cocciarettová /  Matilde Paolettiová
- Francesca Paceová /  Federica Urgesiová

### Odhlášení
před zahájením turnaje
- Kaitlyn Christianová /   Lidzija Marozavová → nahradily je  Kaitlyn Christianová /  Chan Sin-jün
- Andrea Gámizová /  Eva Vedderová → nahradily je   Alena Fomina-Klotzová /   Oxana Selechmetěvová
- Jesika Malečková /  Ioana Raluca Olaruová → nahradily je  Anna Danilinová /  Jesika Malečková
- Alexandra Panovová /  Katarzyna Piterová → nahradily je  Emily Appletonová /  Quinn Gleasonová

## Přehled finále

### Ženská dvouhra
- Majar Šarífová vs.  Maria Sakkariová, 7–5, 6–3

### Ženská čtyřhra
- Anastasia Dețiuc /  Miriam Kolodziejová vs.  Arantxa Rusová /  Tamara Zidanšeková, 1–6, 6–3, [10–8]